# 重瓣什锦丁香
重瓣什锦丁香（学名：Syringa chinensis f. duplex）为木犀科丁香属什锦丁香下的一个变型。